# كولن بارنز
كولن بارنز (بالإنجليزية: Colin Barnes)‏ (28 مايو 1957 بنوتينغ هيل في المملكة المتحدة - ) هو لاعب كرة قدم بريطاني في مركز الهجوم. لعب مع نادي أديلايد سيتي لكرة القدم ونادي بارنت ونادي توركي يونايتد ونادي لوتون تاون ويوفل تاون وDunstable Town F.C. ‏ وHitchin Town F.C. ‏.